# The Bridge at Remagen
The Bridge at Remagen (Brasil: A Ponte de Remagen ) é um filme estadunidense, de 1969, dirigido por John Guillermin, roteirizado por Richard Yates, William Roberts e Ray Rigby, música de Elmer Bernstein.

## Sinopse
Segunda guerra mundial, 1944, tropas americanas e alemãs, se enfrentam, pela última ponte sobre o rio Reno.

## Elenco
- George Segal ....... Tenente Phil Hartman
- Robert Vaughn ....... Major Paul Kreuger
- Ben Gazzara ....... Sargento Angelo
- Bradford Dillman ....... Major Barnes
- E.G. Marshall ....... Brigadeiro General Shinner
- Peter van Eyck ....... General Von Brock (como Peter Van Eyck)
- Hans Christian Blech ....... Capitão Carl Schmidt
- Heinz Reincke ....... Holzgang
- Joachim Hansen ....... Capitão Otto Baumann
- Sonja Ziemann ....... Greta Holzgang
- Anna Gaël ....... Garota francesa (como Anna Gael)
- Vít Olmer ....... Lt. Zimring (as Vit Olmer)
- Bo Hopkins ....... Cabo Grebs
- Robert Logan ....... Soldado Bissell
- Matt Clark ....... Cabo Jellicoe